# Canalització (física)
En la física de la matèria condensada, la canalització (o canalització) és el procés que limita el camí d'una partícula carregada en un sòlid cristal·lí.
Es poden produir molts fenòmens físics quan una partícula carregada incideix sobre un objectiu sòlid, per exemple, dispersió elàstica, processos de pèrdua d'energia inelàstica, emissió d'electrons secundaris, radiació electromagnètica, reaccions nuclears, etc. Tots aquests processos tenen seccions transversals que depenen dels paràmetres d'impacte implicats en les col·lisions amb àtoms objectiu individuals. Quan el material objectiu és homogeni i isòtrop, la distribució dels paràmetres d'impacte és independent de l'orientació de l'impuls de la partícula i els processos d'interacció també són independents de l'orientació. Quan el material objectiu és monocristal·lí, els rendiments dels processos físics depenen molt fortament de l'orientació del moment de la partícula en relació als eixos o plans cristal·lins. O dit d'una altra manera, el poder de parada de la partícula és molt més baix en determinades direccions que en altres. Aquest efecte s'anomena comunament efecte "canalització". Està relacionat amb altres efectes que depenen de l'orientació, com ara la difracció de partícules. Aquestes relacions es parlaran amb detall més endavant.

## Mecanisme
Des d'un punt de vista clàssic i senzill, es pot entendre qualitativament l'efecte de canalització de la següent manera: si la direcció d'una partícula carregada que incideix a la superfície d'un monocristall es troba a prop d'una direcció de cristall principal (Fig. 1), la partícula amb alta probabilitat ho farà. només fa una dispersió d'angle petit quan passa per les diverses capes d'àtoms del cristall i, per tant, roman en el mateix "canal" del cristall. Si no es troba en una direcció o pla del cristall principal ("direcció aleatòria", Fig. 2), és molt més probable que sofreixi una dispersió d'angle gran i, per tant, és probable que la seva profunditat de penetració mitjana final sigui més curta. Si la direcció de l'impuls de la partícula és propera al pla cristal·lí, però no està a prop dels principals eixos cristal·lins, aquest fenomen s'anomena "canalització plana". La canalització normalment condueix a una penetració més profunda dels ions en el material, un efecte que s'ha observat experimentalment i en simulacions per ordinador.

Les partícules carregades negativament com els antiprotons i els electrons són atretes cap als nuclis carregats positivament del pla i, després de passar pel centre del pla, tornaran a ser atretes, de manera que les partícules carregades negativament tendeixen a seguir la direcció d'un pla cristal·lí.

## Aplicacions
Hi ha diverses aplicacions especialment interessants dels efectes de canalització.
Els efectes de canalització es poden utilitzar com a eines per investigar les propietats de la xarxa cristal·lina i de les seves pertorbacions (com el dopatge) a la regió a granel que no és accessible als raigs X. El mètode de canalització es pot utilitzar per detectar la ubicació geomètrica dels intersticials. Aquesta és una variació important de la tècnica d'anàlisi del feix iònic de retrodispersió de Rutherford, comunament anomenada retrodispersió/canalització de Rutherford (RBS-C).
La canalització fins i tot es pot utilitzar per a la superfocalització del feix d'ions, que s'utilitzarà per a la microscòpia subatòmica.
A energies més altes (desenes de GeV), les aplicacions inclouen la canalització de la radiació per a la producció millorada de raigs gamma d'alta energia, i l'ús de cristalls doblegats per a l'extracció de partícules de l'halo del feix circulant en un accelerador de partícules.